# DR Baureihe VT 12.14
Поезда серии DR VT 12.14 использовались для скоростного международного пассажирского сообщения в ГДР.